# Thalamoporella inornata
Thalamoporella inornata är en mossdjursart som beskrevs av Soule, Soule och Chaney 1992. Thalamoporella inornata ingår i släktet Thalamoporella och familjen Thalamoporellidae. Inga underarter finns listade i Catalogue of Life.